# فرمانرو
سلسله یا فرمانرو (به انگلیسی: kingdom)، (به لاتین: regnum جمع واژه regna) در زیست‌شناسی یک رتبه آرایه‌شناختی است، که در برخی رده‌بندی‌ها بالاترین رتبه و در سامانه سه‌حوزه‌ای جدید یک رتبه پایین‌تر از دامنه قرار دارد. فرمانروها به گروه‌های کوچک‌تری به نام شاخه (در جانورشناسی) و دسته (در گیاه‌شناسی) تقسیم می‌شوند. توالی کامل طبقه‌های اصلی از این قرار است: جاندار، دامنه، فرمانرو، شاخه، رده، راسته، خانواده، سرده و گونه.
شماری از کتاب‌های مرجع در آمریکا و کانادا از سیستم تقسیم‌بندی شش فرمانرویی بهره می‌گیرند (جانوران، گیاهان، قارچ‌ها، آغازیان، باستانیان/آرکیا و باکتری‌ها) درحالی که در دیگر نقاط همچون بریتانیا و ایران سیستم پنج فرمانرویی به‌کار می‌رود (جانوران، گیاهان، قارچ‌ها، آغازیان، و پروکاریوت یا مونرا)
از نظر تاریخی، شمار فرمانروهای پذیرفته‌شده از دو به شش افزایش یافته است. هرچند، پژوهش‌های فیلوژنتیک از ۲۰۰۰ به این طرف هیچ‌کدام از این سامانه‌های سنتی را تأیید نمی‌کند.

## پیشینه
تا آوریل ۲۰۱۰ هنوز پژوهشی طبقه‌بندی درست یوکاریوت‌ها را در هیچ‌یک از این سامانه‌ها تأیید نمی‌کند. وضعیت به این صورت به نظر می‌رسد که هیچ‌کدام از دسته فرمانروها توسط پژوهش‌های اخیر مقبولیت عام نیافته است؛ به‌طوری که راجر و سیمپسونز می‌گویند: «با سرعت تغییر کنونی فهم ما از درخت زندگی یوکاریوتی، ما بایستی که با احتیاط جلو برویم.»

## سامانه زیست‌شناختی
| لینه ۱۷۳۵           | هکل ۱۸۶۶    | چاتون ۱۹۲۵  | کوپلند ۱۹۳۸ | ویتیکر ۱۹۶۹ | ووز و دیگران ۱۹۹۰   | کاوالیر-اسمیت ۱۹۹۸ |
| ------------------- | ----------- | ----------- | ----------- | ----------- | ------------------- | ------------------ |
| ۲ فرمانرویی         | ۳ فرمانرویی | دوقلمرویی   | ۴ فرمانرویی | ۵ فرمانرویی | سه‌حوزه‌ای            | ۶ فرمانرویی        |
| (در نظر گرفته نشده) | آغازیان     | پروکاریوت‌ها | مونرا       | مونرا       | باکتری‌ها            | باکتری‌ها           |
| (در نظر گرفته نشده) | آغازیان     | پروکاریوت‌ها | مونرا       | مونرا       | باستانیان (Archaea) | باکتری‌ها           |
| (در نظر گرفته نشده) | آغازیان     | یوکاریوت‌ها  | آغازیان     | آغازیان     | یوکاریا             | پروتوزوآ           |
| (در نظر گرفته نشده) | آغازیان     | یوکاریوت‌ها  | آغازیان     | آغازیان     | یوکاریا             | کرومیست‌ها          |
| گیاهان              | گیاهان      | یوکاریوت‌ها  | گیاهان      | گیاهان      | یوکاریا             | گیاهان             |
| گیاهان              | گیاهان      | یوکاریوت‌ها  | گیاهان      | قارچ‌ها      | یوکاریا             | قارچ‌ها             |
| جانوران             | جانوران     | یوکاریوت‌ها  | جانوران     | جانوران     | یوکاریا             | جانوران            |